# إيلان رامون
إيلان رامون (بالعبرية: אילן רמון) (20 يونيو 1954—1 فبراير 2003) رائد فضاء إسرائيلي، ولد في إسرائيل (تل أبيب). متزوج من رونا وأب لأربعة أبناء، له ابن طيار، ومات بسبب تحطم المكوك الفضائي كولومبيا في رحلة وكالة ناسا للفضاء STS-107 عام 2003.
أطلق اسمه واسم ابنه على مطار إيلات الإسرائيلي الجديد الذي افتتح عام 2019.

## وصلات خارجية
- ايلان رامون على موقع IMDb (الإنجليزية)

- Official biography at NASA
- Photo of Ilan Ramon with Chabad Rabbi Zvi Konikov
- Ilan Ramon STS-107 Crew Memorial
- A collection of articles about Ilan Ramon
- Portrait painting of the first Israeli astronaut, Col. Ilan Ramon
- Ilan Ramon Memorial pages in the Israel Science and Technology Directory
- Spacefacts biography of Ilan Ramon
- Excerpts from Ilan Ramon's diary